# Axinidris acholli
Axinidris acholli es una especie de hormiga del género Axinidris, familia Formicidae. Fue descrita científicamente por Weber en 1941.
Se distribuye por Kenia y Sudán. Se ha encontrado a elevaciones de hasta 1650 metros. Vive en microhábitats como la hojarasca.